# Vlčice (okres Jeseník)
Vlčice (německy Wildschütz) jsou obec, která se nachází v okrese Jeseník v Olomouckém kraji, ve Slezsku. Žije zde 452 obyvatel.

## Poloha
Obec Vlčice sousedí na severovýchodě s obcí Bernartice, na severozápadě a jihozápadě s obcí Uhelná, na jihovýchodě s obcí Skorošice a na východě s městem Žulová. Od okresního města Jeseník je vzdálena 17,5 km a od krajského města Olomouc 85 km.
Geomorfologicky patří Vlčice k provincii Česká vysočina, subprovincii krkonošsko-jesenické (sudetské), na rozhraní oblasti jesenické (východosudetské) (geomorfologický celek Rychlebské hory, podcelek Hornolipovská hornatina) a oblasti Krkonošsko-jesenické (Sudetské) podhůří (geomorfologický celek Vidnavská nížina). Hornatá je zvláště západní část území obce, kde se povrch zvedá k vrcholům Suť (717 m n. m.) a Kokeš (652 m n. m.), nejvýše (762 m n. m.) však dosahuje na svahu Vápenného vrchu, nacházejícího se již na katastru Nových Vilémovic.
Území Vlčic patří do povodí Odry, resp. Kladské Nisy. Obcí protéká severovýchodním směrem několik drobných toků pramenících v Rychlebských horách: potok Studená voda, který protéká samotnými Vlčicemi a přijímá zprava Mlýnský potok pramenící ve Vojtovicích a protékající Bergovem, dále severněji Vlčický potok směřující do Uhelné a jižněji Vojtovický potok protékající Novou Véskou a Vojtovicemi a přijímající zleva Petrovický potok. V Dolním Lese je rybník na místní vodoteči.
Území obce pokrývá z 63 % zemědělská půda (45 % orná půda, 15,5 % louky a pastviny) a z 30 % les.

## Název
Na vesnici bylo přeneseno jméno potoka Vlčica (k potoku se vztahuje doklad z roku 1248: Wilchicha). Jméno potoka vyjadřovalo dravost jejího toku. Podle jmen jiných vsí zakončených na -ice, které jsou v množném čísle, přešlo (po provedení pravidelné hláskové změny a po měkkých souhláskách > e) jméno vesnice do množného čísla. Německé jméno se vyvinulo z českého (dodatečně bylo přikloněno k Wildschütz – „pytlák“).

## Historie
Je pravděpodobné, že se právě Vlčic týká zakládací listina z roku 1248, kterou vratislavský biskup daruje rytíři Vracivojovi 40 lánů nad říčkou Vlčicí, aby na nich založil vesnici s polskými osadníky, ale na německém právu. S jistotou se dnešní Vlčice zmiňují až roku 1310.
V 13. století zde bylo 60 lánů (ves tedy patřila ke větším), fojtství a pravděpodobně i kostel. Již v roce 1371 byly Vlčice biskupským lénem v držení rytíře Alberta Schoffa, jehož potomci je drželi do roku 1558 (z této rodiny pochází i rod pozdějších vlastníků hrabat Schaffgotschů). V roce 1475 se zde zmiňuje sklárna, v následujícím století také tvrz se dvorem, pivovarem, sladovnou a možná též železnou hutí. Voršila Schoffová přinesla roku 1558 panství věnem svému manželu Baltazarovi von Promnitz, po Promnitzích získali léno roku 1582 výměnou pánové von Maltitz, kteří vodní tvrz přestavěli na renesanční zámek a Vlčice vlastnili do roku 1791.
Středověká fara zřejmě za husitské doby zanikla. Za Maltitzů, kteří zahájili rekatolizaci panství, byl dosavadní dřevěný kostel sv. Bartoloměje po roce 1600 nahrazen zděným a fara byla roku 1678 obnovena. V letech 1732–1742 byl kostel znovu, tentokrát barokně přestavěn. Za sedmileté války v létě roku 1759 zde nějakou dobu pobýval hlavní stan císařské armády. Roku 1766 zasáhla obec prudká povodeň; na památku a ochranu byla poté pořízena socha sv. Jana Nepomuckého.
V roce 1791 pánové z Maltitz vymřeli a vratislavský biskup Philipp Gotthard von Schaffgotsch udělil léno svému synovci Josephu Gotthardovi hraběti von Schaffgotsch († 1844), po němž dědil syn Franz Anton († 1875), pak jeho syn Rudolf Gotthard († 1914). Rudolfův syn Aloys byl posledním majitelem statku z rodu. Po vzniku Československa statek prodal: rozsáhlé lesní pozemky manželům Kutzovým, majitelům velkostatku Bílá Voda, a zámek, dvůr a polnosti, lihovar a výrobnu marmelády manželům Schubertovým, jejichž rodině patřily do roku 1945.
Kromě uvedených potravinářských podniků byly Vlčice vesměs zemědělskou obcí. Průmysl se zde nerozvinul, a počet obyvatel proto pomalu klesal. Tradičními venkovskému profilu odpovídala i převažující politická orientace obyvatel na křesťansko-sociální stranu.
Za druhé světové války zde byl zajatecký tábor. Po roce 1945 byli němečtí obyvatelé odsunuti. Následné dosídlení na polovinu předválečného počtu obyvatel lze považovat – ve srovnání s některými okolními obcemi – za relativně úspěšné. Drobné řemeslné podniky a posléze i lihovar zanikly. Zkonfiskovaný panský statek byl roku 1949 začleněn do Státního statku v Javorníku, zbylé zemědělské pozemky postupně získalo zdejší jednotné zemědělské družstvo, než i ono bylo roku 1962 pohlceno uvedeným státním statkem. Zámek byl využíván jako škola a jako rekreační zařízení Ostravsko-karvinských dolů, v jejichž vlastnictví se nachází, od roku 1992 však není využíván.
K 1. lednu 1985 byly Vlčice připojeny k Javorníku, ale 23. listopadu 1990 se opět osamostatnily.
26. června 2009 vtrhla do obce povodeň, která si vyžádala dva lidské životy. Jednou z obětí byl velitel místních dobrovolných hasičů.
Vlčice jsou členem Mikroregionu Javornicko, svazku obcí vzniklého v roce 2001]. Obec je také od roku 1993 členem Sdružení měst a obcí Jesenicka (SMOJ), které tvoří obce okresu Jeseník, a od roku 1997 členem Euroregionu Praděd.
Koncem 17. století vznikla 2,5 km západně od Vlčice osada Hřibová (do roku 1948 Pilcberk, něm. Pilzberg), pojmenovaná podle stejnojmenné hory. Na severu s ní sousedila osada Zastávka patřící k Uhelné. Obyvatelé se živili drobným zemědělstvím, pastevectvím a dřevařstvím. Roku 1836 zde bylo 24 domů a roku 1930 jich bylo 19. Po roce 1945 nebyla dosídlena a kolem roku 1965 definitivně zanikla.

### Správní vývoj
Správní příslušnost Vlčic od roku 1848
- 1848 vévodství slezské, kraj opavský, Nisské knížectví, lenní statek Vlčice
- od 1. ledna 1850 do roku 1855 vévodství slezské, politický okres Frývaldov, soudní okres Javorník
- od roku 1855 do roku 1868 vévodství slezské, smíšený okres Javorník
- od roku 1868 do 30. listopadu 1928 vévodství slezské / země slezská, politický okres Frývaldov, soudní okres Javorník
- od 1. prosince 1928 do 31. ledna 1949 země moravskoslezská, politický okres Frývaldov, soudní okres Javorník
  - kromě: od 1. října 1938 do května 1945 „sudetoněmecká území“, od 15. dubna 1939 jako říšská župa Sudety / Reichsgau Sudetenland; (od 1. května 1939) vládní obvod Opava / Regierungsbezirk Troppau; (od 20. listopadu 1938) Landkreis Freiwaldau, Amtsgericht Weidenau
  - od 31. května 1945 Slezská expozitura země Moravskoslezské
- od 1. ledna 1949 do 30. června 1960 Olomoucký kraj, okres Jeseník
- od 1. července 1960 do 31. prosince 1995 Severomoravský kraj, okres Šumperk
- od 1. ledna 1996 do 31. prosince 1999 Severomoravský kraj, okres Jeseník
- od 1. ledna 2000 Olomoucký kraj, okres Jeseník

### Vývoj počtu obyvatel
Počet obyvatel Vlčic podle sčítání nebo jiných úředních záznamů:
Celá obec Vlčice
| Rok            | 1836 | 1869 | 1880 | 1890 | 1900 | 1910 | 1921 | 1930 | 1939 | 1947 | 1950 | 1961 | 1970 | 1980 | 1991 | 2001 |
| -------------- | ---- | ---- | ---- | ---- | ---- | ---- | ---- | ---- | ---- | ---- | ---- | ---- | ---- | ---- | ---- | ---- |
| Počet obyvatel | 1857 | 2030 | 2042 | 1978 | 1772 | 1608 | 1686 | 1661 | 1571 | 786  | 830  | 754  | 619  | 569  | 444  | 459  |

1. ↑  z toho: 17 Čechoslováků, 1629 Němců; 1659 řím. kat., 1 evang., 1 bez vyzn.
2. ↑  z toho: 372 Čechů, Moravanů a Slezanů, 34 Slováků, 23 Němců, 1 Polák; 172 řím. kat., 5 čsl. hus., 10 evang., 9 pravosl., 214 bez vyzn.

V obci Vlčice je evidováno 194 adres : 171 číslo popisné (trvalé objekty) a 23 čísla evidenční (dočasné či rekreační objekty). Při sčítání lidu roku 2001 zde bylo napočteno 155 domů, z toho 131 trvale obydlených.
Část obce Vlčice
| Rok            | 1836 | 1869 | 1880 | 1890 | 1900 | 1910 | 1921 | 1930 | 1950 | 1961 | 1970 | 1980 | 1991 | 2001 |
| -------------- | ---- | ---- | ---- | ---- | ---- | ---- | ---- | ---- | ---- | ---- | ---- | ---- | ---- | ---- |
| Počet obyvatel | 1462 | 1384 | 1376 | 1340 | 1214 | 1129 | 1156 | 1120 | 539  | 537  | 467  | 439  | 350  | 373  |

1. ↑  včetně Bergova a Dolního Lesa; z toho: Vlčice 1341, Hřibová 121
2. ↑  z toho: Vlčice 1038, Hřibová 82
3. ↑  z toho: 17 Čechoslováků, 1089 Němců; 1118 řím. kat., 1 evang., 1 bez vyzn.

V samotných Vlčicích je evidováno 144 adres : 129 čísel popisných (trvalé objekty) a 15 čísel evidenčních (dočasné či rekreační objekty). Při sčítání lidu roku 2001 zde bylo napočteno 118 domů, z toho 103 trvale obydlených.

### Církevní správa
Z hlediska římskokatolické církevní správy spadá obec Vlčice do farnosti Vlčice, která patří do děkanátu Jeseník diecéze ostravsko-opavské a je administrována excurrendo z Bílé Vody.
Evangeličtí věřící patří k farnímu sboru Javorník u Jeseníku. Věřící Československé církve husitské patří k náboženské obci v Jeseníku, kde je i farnost pro pravoslavné věřící.

## Části obce
- Vlčice (k. ú. Vlčice u Javorníka)
  - zaniklá osada Hřibová
- Bergov (k. ú. Vlčice u Javorníka)
- Dolní Les (k. ú. Dolní Les)
- Vojtovice (k. ú. Vojtovice)
  - Nová Véska

## Významní rodáci
- Willibald Müller (1845–1919), spisovatel, novinář a knihovník
- Ignác Reinold (1777–1848), varhanář

## Doprava
Obcí prochází silnice I/60 z Jeseníku a Žulové směrem na Uhelnou, Javorník a dále na státní hranici, odkud pokračuje jako silnice 382 do polského Pačkova, a dále odbočné silnice III. třídy směřující jednak na Bernartice, jednak na Vojtovice a Petrovice.

## Pamětihodnosti
- Zámek, původně gotická vodní tvrz, přestavěná kolem roku 1610 na renesanční zámek, 1829 opět přestavěný empírově a v 2. polovině 20. století hrubě účelově upraven.[16][17] U zámku krajinářský park, založený roku 1845.[18]
- Římskokatolický farní kostel svatého Bartoloměje, původní stavba z doby po roce 1600 barokizována v letech 1732–1734. Uvnitř skupina dřevěných soch a kazatelna. Nástropní malby Aloise Baucha z konce 19. století. Kulturní památka[19]
- Kaplička se sousoším Krista na hoře Olivetské od Rafaela Kutzera (1846–1819), u ohradní zdi kostela[20]
- Socha svatého Jana Nepomuckého, rokoková práce neznámého autora, datovaná rokem 1770 (kulturní památka)[21]
- Hraniční kámen

## Školství
V obci se nachází mateřská škola a základní škola pro žáky se zdravotním postižením a zdravotním znevýhodněním.

## Fotogalerie

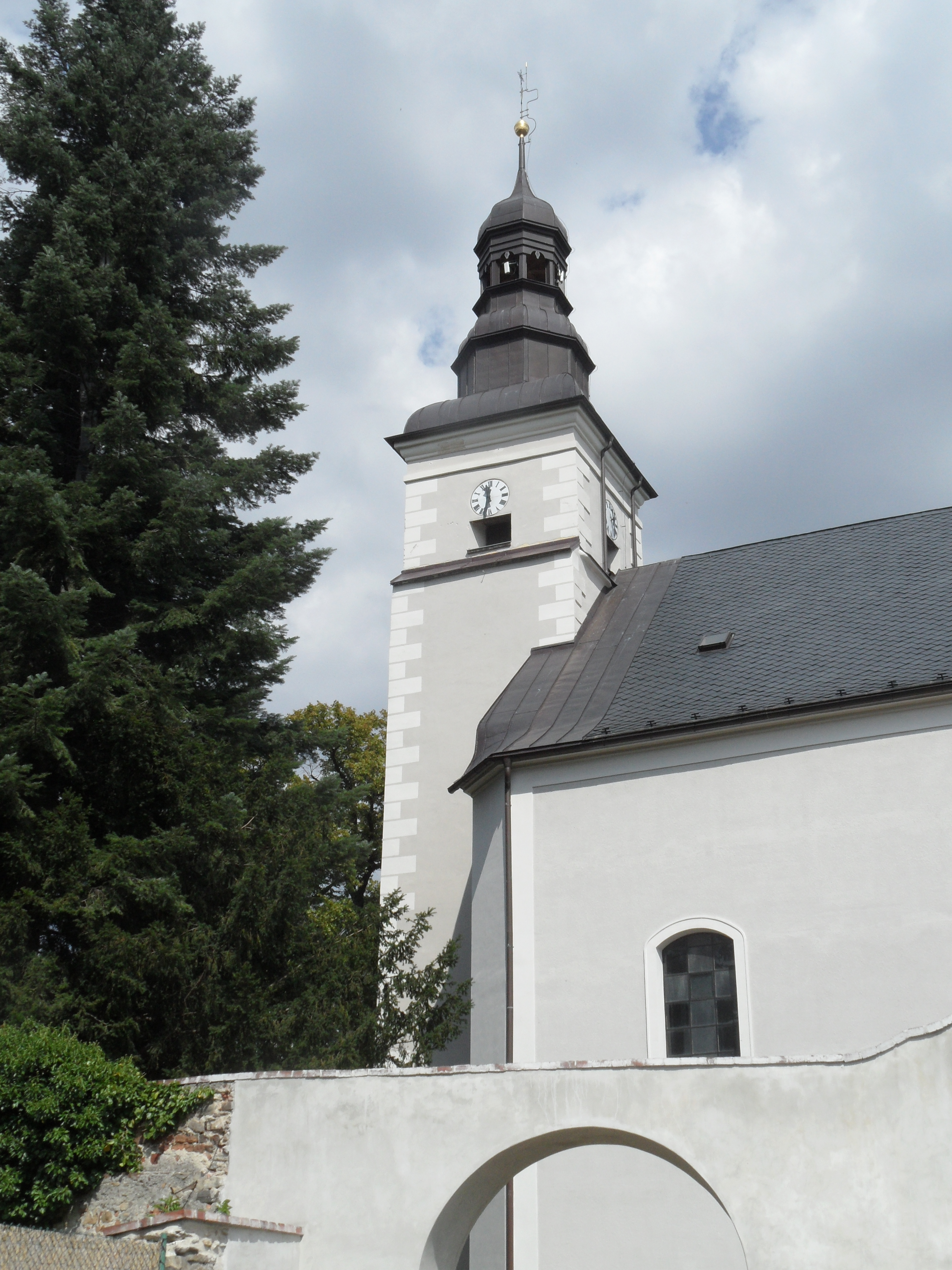
koste sv. Bartoloměje
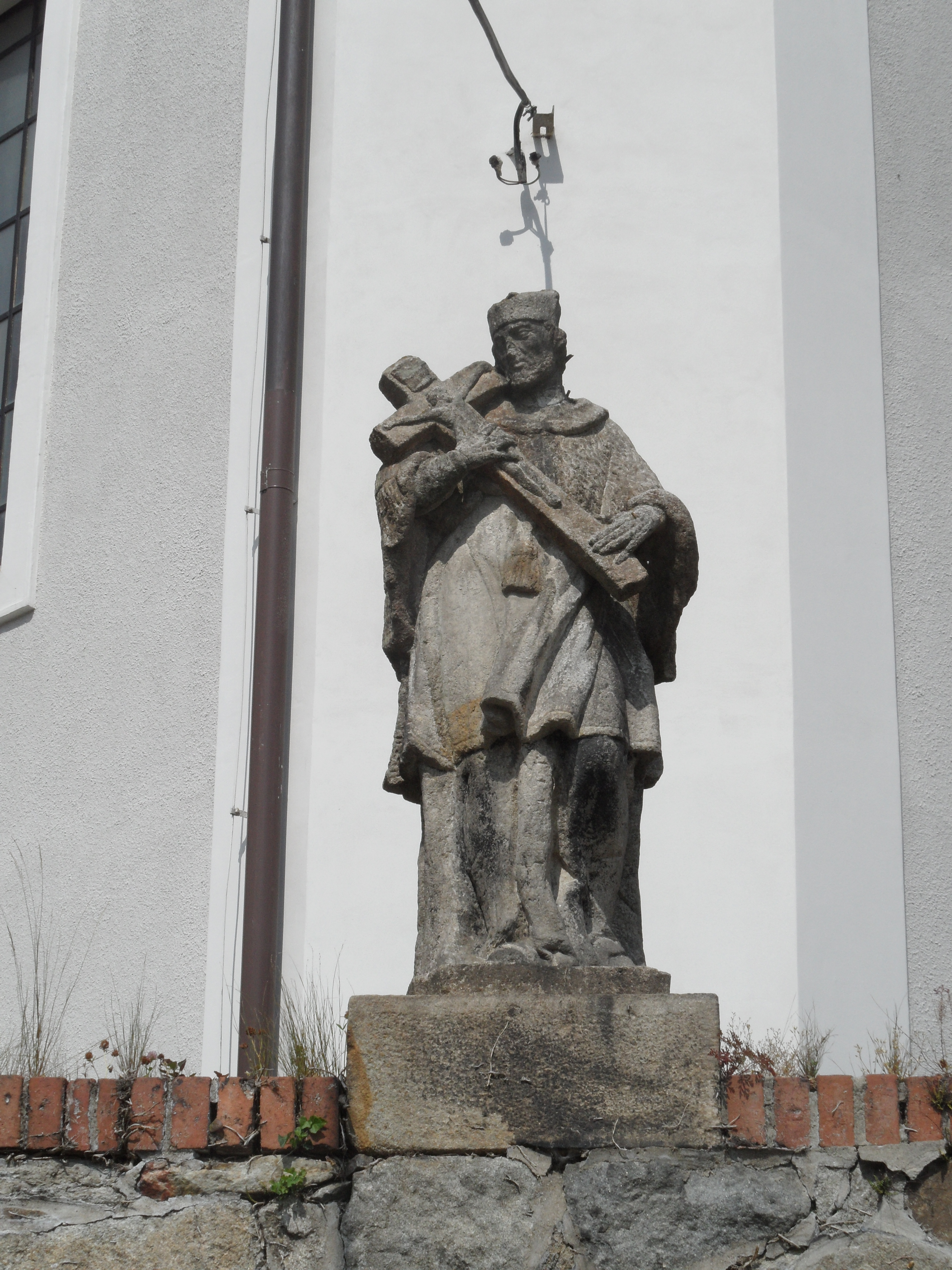
socha před kostelem
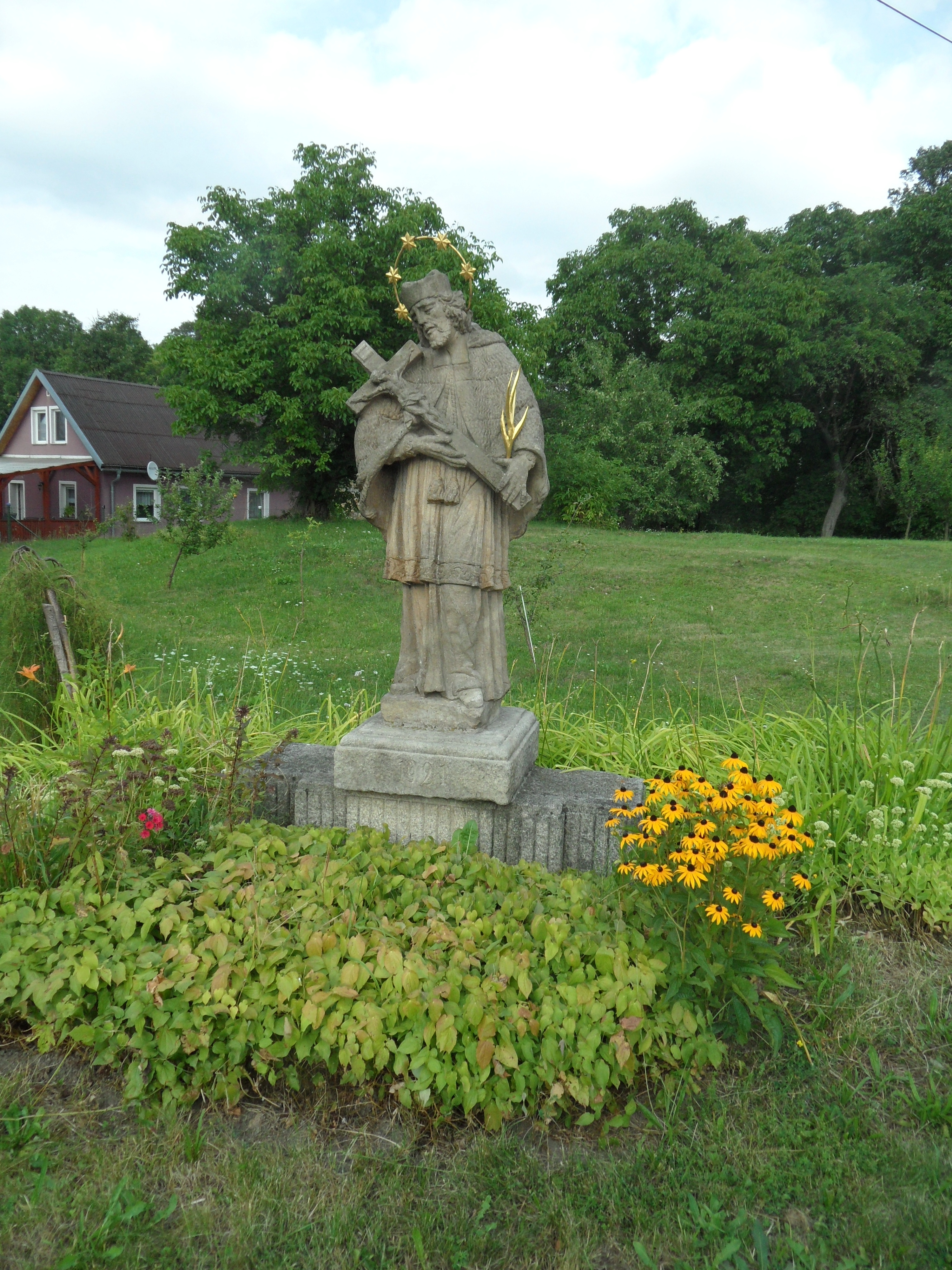
kulturní památka: socha sv. Jana Nepomuckého